# Зона Сагарматха
Зона Саґарматха або (Зона Саґарматха) (непальська : सगरमाथा अञ्चल, [sʌgʌrmatʰa ʌnt͡sʌl] «SagarmāthāAnchal») - Зона в Непалі, яка була однією з чотирнадцяти зон Непалу до реструктуризації зон на провінції. Штаб-квартира Саґарматхи — Раджбірадж. Sagarmāthā це непальське слово, яке, згідно з деякими джерелами, походить від सगर («саґар», небо) і माथा («māthā», голова).
В зоні Саґарматха, розташований гірський зона яка є під захистом ЮНЕСКО, гір Гімалаїв, - Національний парк Саґарматга, де є найвища у світі гора Еверест.